# Aeroporto de Joinville

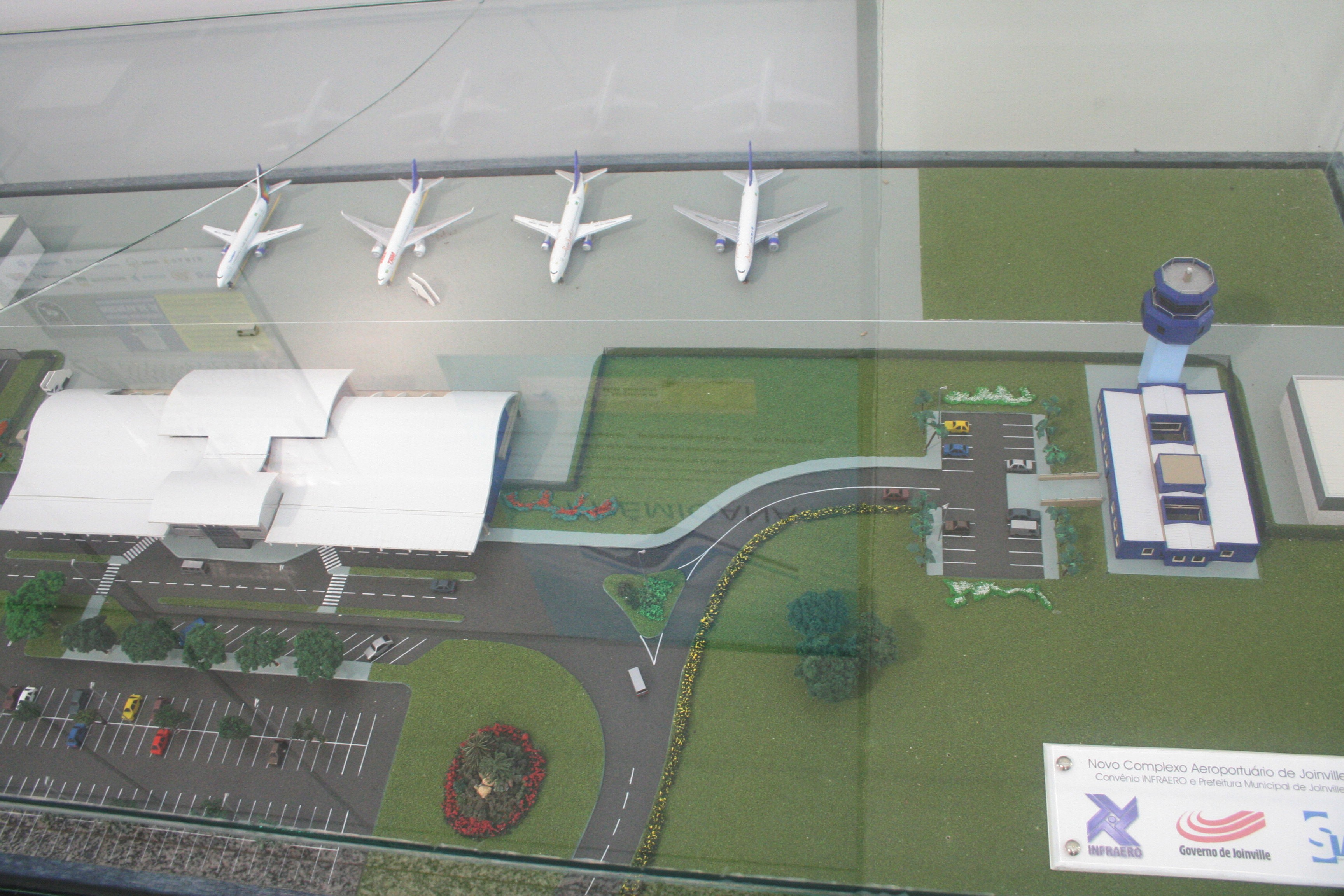
Maquete do aeroporto

O Aeroporto de Joinville - Lauro Carneiro de Loyola é um aeródromo civil público localizado no município brasileiro de Joinville, em Santa Catarina, operado pela CCR Aeroportos. Está localizado a doze quilômetros do centro da cidade. 
O atual terminal de passageiros, inaugurado em 8 de março de 2004, possui 4 000 m² e capacidade para atender até 1,3 milhão de passageiros por ano e conta com setor administrativo e torre de controle. 
Seu nome é em homenagem a um empresário e político local, Lauro Carneiro de Loyola.

## História
A origem da aviação em Joinville coincide com a fundação, em 1937, do Clube de Planadores de Joinville, que criou no ano seguinte o Aeroclube de Joinville. Com a construção do primeiro campo de pouso, na Estrada Guilherme, no distrito de Pirabeiraba, Joinville recebeu aviação comercial com o avião Stinson Reliant, da empresa Aerolloyd Iguassu S.A., fazendo a rota Curitiba–Florianópolis. Em junho de 1941, após uma vistoria, o Ministério da Aeronáutica considerou o local inadequado. Em outubro, foi escolhida uma área localizada na região do Cubatão Grande, distante cerca de 15 km da cidade. Um ano depois, o Aeroclube de Joinville inaugurava seu hangar em uma área próxima à cabeceira, tendo como primeira Aeronave um Piper J-3 Cub (PP-TNL).
Em 1964, o Poder Executivo do município foi autorizado a doar ao Ministério da Aeronáutica uma área de terras localizada na zona norte de Joinville para a construção do novo Aeroporto. O primeiro terminal de passageiros foi inaugurado em 23 de julho de 1972, chamado então de "Terminal de Passageiros do Cubatão". Em 1974, a Infraero passou a administrar o Aeroporto de Joinville e várias reformas foram feitas para atender à demanda crescente de passageiros.
No aniversário de 131 anos da cidade, em 9 de março de 1982, cerca de 30 mil pessoas lotaram o antigo terminal de passageiros e a antiga praça Santos Dumont para ver o primeiro jato a pousar em Joinville. O Boeing 737-200, com capacidade para 116 passageiros, fazia a rota Congonhas - Joinville - Navegantes.
Em 1990, a ampliação do terminal de passageiros e do pátio de manobras e a criação de uma nova sala de desembarque climatizada foram algumas das principais reformas do período realizadas pela Infraero. A década terminou com a elaboração de um projeto para a construção de um novo e moderno terminal de passageiros.
Em 2001 ficaram prontas as obras de recapeamento asfáltico da pista de pouso, táxi e stop-way. No ano seguinte, chegaram novos equipamentos da Estação Meteorológica de Superfície (EMS) automatizada. Em 2002 ocorreu a transferência dos órgãos operacionais da Navegação Aérea para as novas instalações. No mesmo ano foi ativada a Torre de Controle de Joinville (TWR-JV). Em 2004, a companhia aérea Gol começou a operar no local.
O novo terminal de passageiros do Aeroporto de Joinville foi inaugurado em 8 de março de 2004. Em 2013 o terminal de passageiros passou por total adequação visando a acessibilidade e, em 2014, foi instalado e homologado o Sistema de Pouso Por Instrumento (ILS) e a sala de embarque foi ampliada.

## Acidentes e Incidentes
Pelo menos seis acidentes e incidentes já foram registrados no Aeroporto de Joinville.
No dia 3 de agosto de 1949 uma aeronave Douglas DC-3, de prefixo PP-AJB, da companhia Transportes Aéreos Ltda., decolou de Curitiba às 11h55 rumo a Joinville. Durante o voo, as hélices dos motores 1 e 2 se desprenderam, obrigando a aeronave a fazer um pouso forçado no rio Cubatão. 15 pessoas ocupavam a aeronave, mas não houve nenhuma fatalidade.
No dia 17 de agosto de 1977, uma aeronave Nihon YS-11 (Samurai), com prefixo PP-CTE, da Cruzeiro do Sul, operado pela Varig e que trazia 43 pessoas de São Paulo, teve dificuldades para aterrissar no Aeroporto de Joinville. A aeronave, que fazia a rota Navegantes-Joinville-São Paulo duas vezes por dia na década de 1970, encontrou dificuldades de aterrissagem devido ao mau tempo e abortou o pouso por três vezes, em três diferentes cidades: a primeira em Curitiba, a segunda em Navegantes e a terceira em Joinville. Em vez de optar por retornar a São Paulo, o piloto insistiu no pouso no escuro e sob forte neblina em Joinville. Pouso realizado, a aeronave saiu da pista e acabou parando parcialmente afundado no rio Cubatão. Não houve fatalidades.
Numa sexta-feira, 13 de setembro de 1996, uma aeronave EMB-110 Bandeirante, de prefixo PT-WAV, pertencente à empresa Helisul Táxi Aéreo, decolou de Porto Alegre às 20h45 rumo ao Aeroporto de Joinville. Durante o procedimento de pouso, a tripulação não percebeu a aproximação incorreta e colidiram contra um morro, em São Francisco do Sul, matando os dois tripulantes. Não havia outros ocupantes na aeronave.
Em 7 de junho de 1997, a aeronave Rockwell 690A Turbo Commander, de matrícula PT-OFG e de propriedade da Disapel Eletrodomésticos, decolou do Aeroporto de Bacacheri, em Curitiba, por volta das 9h53, rumo a Joinville, com tempo de voo estimado de 15 minutos. No entanto, conforme relatório de acidente, por conta de autoconfiança do piloto, destinado a quebrar o seu recorde de voo, a aeronave estava numa velocidade superior à recomendada para o procedimento de descida. Por isto, aliado a condições atmosféricas da região durante o inverno, que causavam turbulência, a aeronave se desintegrou sobre a serra, no município de Garuva, por conta de sobrecarga. Testemunhas disseram ver a aeronave se despedaçar em três partes. Os dois pilotos e os três passageiros faleceram no local. Os passageiros eram o dono da rede varejista Disapel, um diretor da rede e um diretor da empresa Multibrás.
Na data de 31 de outubro de 1998, um avião Piper Cheyenne II, de prefixo PT-WHI, decolou do Aeroporto Santos Dumont, no Rio de Janeiro, às 18h38, com destino ao Aeroporto de Joinville. Às 20h34 o piloto tentou pousar, mas precisou arremeter. Durante o procedimento, a aeronave não seguiu a carta de aproximação e colidiu contra um morro a cem metros do nível do solo, a cerca de quatro quilômetros do aeroporto. Com o impacto a aeronave explodiu, matando os dois tripulantes e o empresário Harold Nielson, dono da empresa Busscar.
Por fim, em 22 de outubro de 2013, por volta das 17h30, um helicóptero de instrução Robinson R22, pertencente à empresa Hórus Escola de Aviação, caiu durante procedimento de instrução. Na aeronave estavam o instrutor e o aluno, que não se feriram.

## Área de Influência e Potencial de Crescimento
O aeroporto de Joinville atende o terceiro maior município da região Sul do Brasil, tanto em termos populacionais como econômicos. Atende diretamente aos municípios da Microrregião de Joinville e Microrregião de São Bento do Sul, cujo município mais distante, Rio Negrinho, está a menos de 90km do aeroporto. Estas duas microrregiões possuem, juntas, mais de 1,1 milhão de habitantes, segundo o IBGE. Isso corresponde a mais de 16% da população de Santa Catarina. Em termos econômicos, juntas as cidades possuem Produto Interno Bruto de aproximadamente R$50 bilhões, o que representa 20% do PIB do Estado de Santa Catarina. Apenas o município de Joinville possui 590 mil habitantes e PIB aproximado de R$25 bilhões, o que corresponde a 10% do PIB do estado. A região é sede de centenas de indústrias e milhares de outras empresas de renome nacional e internacional, que aumentam significativamente a demanda por transporte aéreo. Além disso, o aeroporto fica próximo a uma importante linha férrea, à BR101 e à BR280, e num raio de 130 km do aeroporto existem cinco dos maiores e mais eficientes portos do Brasil. Isso consolida a região como um dos mais importantes hubs logísticos do país, na qual o aeroporto é peça fundamental.
Em 2014, a consultoria Urban Systems classificou o Aeroporto de Joinville como o terceiro aeroporto brasileiro com maior potencial de crescimento. A classificação foi determinada por fatores como infraestrutura e localização, transporte de passageiros, transporte de cargas, hospedagem, varejo e educação, e destacou o papel indutor dos aeroportos na economia regional.
Segundo estudo realizado pela Universidade Federal de Santa Catarina para o Ministério dos Transportes, o Aeroporto de Joinville apresentou crescimento anual médio de 21,8% no número de passageiros embarcados e desembarcados entre os anos de 2009 e 2014. A projeção, segundo o estudo, é para que o aeroporto tenha movimento de 2,8 milhões de passageiros no ano de 2035.

## Movimento Operacional
Ainda que possua capacidade para 1,3 milhão de passageiros ao ano, o Aeroporto de Joinville nunca chegou próximo à marca. O recorde de movimentação foi no ano de 2019, quando 567.440 pessoas utilizaram o terminal. O movimento no aeroporto vem se recuperando lentamente após as restrições impostas pela pandemia de COVID-19. Em 1973, primeiro ano do qual se tem dados sobre movimentação, 9.291 passageiros passaram pelo aeroporto.
Empresários e políticos da cidade lançaram a campanha #VoePorJoinville com o objetivo de chamar atenção para as qualidades do aeroporto, atraindo assim passageiros da cidade que costumeiramente viajam pelos aeroportos de Curitiba e Navegantes, e com isso conseguindo mais frequências e destinos para o Aeroporto de Joinville. Segundo informações de agências de turismo, a cada 5 passagens vendidas para clientes de Joinville, 4 são para voar pelo aeroporto de Curitiba. Outras fontes indicam que são cerca de 500 mil passageiros por ano que decidem voar por Curitiba ou Navegantes, e que se metade destas pessoas decidissem voar por Joinville, seria possível captar até cinco novos voos diários, possivelmente para novos destinos.
| Aeronaves | Aeronaves  | Carga Aérea | Carga Aérea | Passageiros | Passageiros |
| Ano       | Quantidade | Ano         | Quantidade  | Ano         | Quantidade  |
| 2022      | 5.049      | 2022        |             | 2022        | 220.257     |
| 2021      | 4.264      | 2021        | 567.735     | 2021        | 165.733     |
| 2020      | 3.716      | 2020        | 538.533     | 2020        | 191.486     |
| 2019      | 6.930      | 2019        | 1.805.473   | 2019        | 567.440     |
| 2018      | 7.220      | 2018        | 1.434.117   | 2018        | 486.023     |
| 2017      | 7.665      | 2017        | 1.059.976   | 2017        | 476.954     |
| 2016      | 8.713      | 2016        | 987.263     | 2016        | 515.832     |
| 2015      | 10.447     | 2015        | 1.175.273   | 2015        | 519.062     |
| 2014      | 12.622     | 2014        | 1.502.894   | 2014        | 493.239     |
| 2013      | 9.496      | 2013        | 1.205.440   | 2013        | 397.556     |
| 2012      | 10.106     | 2012        | 1.174.315   | 2012        | 423.122     |
| 2011      | 9.902      | 2011        | 1.250.185   | 2011        | 484.742     |
| 2010      | 7.575      | 2010        | 990.432     | 2010        | 261.778     |
| 2009      | 5.831      | 2009        | 800.481     | 2009        | 208.492     |
| 2008      | 6.655      | 2008        | 724.705     | 2008        | 244.757     |
| 2007      | 7.057      | 2007        | 527.846     | 2007        | 234.102     |
| 2006      | 7.618      | 2006        | 548.126     | 2006        | 256.904     |
| 2005      | 9.511      | 2005        | 671.433     | 2005        | 309.105     |

* Fonte Portal da Transparência Infraero.
* Fonte Portal da Concessionária CCR a partir do ano de 2022.

## Investimentos
Recentes investimentos no aeroporto de Joinville possibilitaram uma melhor operacionalidade nos procedimentos de pouso e decolagem, evitando cancelamentos e atrasos, sobretudo em dias com mau tempo. A Infraero investiu, entre 2014 e 2016, R$26 milhões para a melhoria do aeroporto. Dentre os investimentos, estão o aumento do PCN (Pavement Classification Number), que mede a resistência da pista e permite receber aeronaves com maior capacidade de passageiros e cargas. A classificação aumentou de 33 para 51. Também com relação à pista, a companhia investiu R$1,63 milhão no grooving, que são ranhuras na pista que melhoram o escoamento da água em dias de chuva e aumentam o atrito entre a pista e os pneus da aeronave, garantindo a segurança das operações em condições climáticas adversas.
Com relação ao embarque de passageiros, foram investidos R$300 mil na ampliação da sala de embarque, aumentando também de dois para três portões de embarque. Também foram investidos R$4,2 milhões no Sistema ELO, que funciona como um finger terrestre, possibilitando a ligação entre a sala de embarque e a aeronave num corredor climatizado e protegido das condições climáticas, com um elevador para pessoas com mobilidade reduzida e também uma escada para acesso à porta frontal do avião.
A instalação do ILS (Instrument Landing System), que é um instrumento que auxilia a navegação e facilita o pouso das aeronaves em condições de mau tempo, custou R$10 milhões e permitiu reduzir o número de cancelamentos. Além disso, foi desenvolvido pelo CINDACTA II um procedimento RNAV para a cabeceira 15, que possibilita o pouso com instrumentos compatível com tecnologias mais modernas. Funciona tanto em pouso diurno como noturno, e não teve custo financeiro direto. Ainda, em novembro de 2017 foi realizado o primeiro pouso utilizando a procedimento RNP-AR, pela aeronave que fazia o voo JJ3091, da Latam, pousando às 14h. O procedimento RNP-AR já estava disponível desde 2013 para o aeroporto de Joinville, um dos dois primeiros aeroportos brasileiros a receber o procedimento, junto com o Aeroporto Santos Dumont, no Rio de Janeiro. No entanto, até então nenhuma companhia aérea havia homologado suas aeronaves para utilizá-lo.
A expectativa é de que com tantos investimentos, o aeroporto de Joinville possa funcionar com boa competitividade com relação aos demais terminais, evitando atrasos e cancelamentos por condições climáticas adversas. Desde que o ILS fora instalado no aeroporto, 75% dos voos que normalmente seriam cancelados puderam operar normalmente no aeroporto.
Além de todos estes investimentos, já foram investidos mais de R$10 milhões em desapropriações para a ampliação do aeroporto.

## Ampliação
Uma ampliação para o aeroporto está prevista há vários anos. Um Plano Diretor para o aeroporto fora aprovado pela ANAC em 2013, com previsão de investimentos até 2029, divididos em três fases. No projeto, um dos primeiros dez do Brasil, é contemplada a ampliação da pista, passando dos atuais 1.640 metros para 2.090 metros, assim podendo receber aeronaves maiores, como o Airbus A320, Boeing 737, entre outros. Também contaria com mais 300 metros de área de escape na cabeceira 15, e 150 metros na cabeceira 33, e um novo sistema de pistas de taxiamento. Além dessas obras, o aeroporto ainda receberá a ampliação do pátio de aeronaves para 22,1 mil m² na primeira fase, 52,3 mil m² até 2019, e 52,6 mil m² em 2029, dando possibilidade de receber até 22 aeronaves simultaneamente. O terminal de passageiros também será ampliado dos atuais 4.000 m², atingindo 20,5 mil m² já na primeira fase de ampliação, chegando a 29,4 mil m² na segunda (2019) e atingindo 51,1 mil m² em 2029. A respeito das cargas, está planejada a construção de um novo terminal de cargas, inicialmente com 5,3 mil m², depois triplicado para 18,4 mil m², até 2029. A estrutura será acompanhada de uma área exclusiva para as aeronaves do segmento, com um pátio de aeronaves cargueiras com 24,8 mil m², projetado para 2029. A respeito do estacionamento, a projeção é para a criação de uma área com 28,2 mil m² na primeira fase de expansão, expandida para 41,6 mil m² na segunda e transformada em um edifício-garagem até 2029, com área de 36,5 mil m². A previsão é que a área total do aeroporto passe para 2,036 milhões de m². 
No entanto, apesar de alguns investimentos terem sido realizados, são muito tímidos com o que o Plano Diretor previa. Até 2019, quando o Plano Diretor previa a conclusão da segunda fase de obras, não foram definidos sequer os projetos para a ampliação da pista, do terminal de passageiros e nem do pátio de aeronaves de nenhuma das fases. Algumas questões que contribuíram para isto não ocorresse foram tanto de ordem ambiental como econômicas, principalmente com a crise que assolou o país a partir do final de 2014. Em 2016, a Infraero apresentou novamente proposta de ampliação do aeroporto, contemplando inclusive um hotel, e definindo que a ampliação da pista ocorrerá sentido Baía da Babitonga (cabeceira 33). Com a nova proposta apresentada, a previsão é que se tenham estacionamento para até 16 aeronaves, sendo 7 acessíveis por pontes de embarque e outras 9 remotas, bem como o sistema de balizamento noturno ALS.

## Concessão
Em meio a recente onda de concessões de aeroportos no Brasil, o Aeroporto de Joinville foi incluído na chamado Bloco Sul, que será leiloado na sexta rodada de concessões. O Bloco Sul é composto por nove aeroportos da região sul, sendo o mais importante o Aeroporto Internacional Afonso Pena, em Curitiba, e também incluindo os aeroportos de Foz do Iguaçu, Navegantes, Londrina, Bacacheri, Pelotas, Uruguaiana, e Bagé. Este bloco representa, atualmente, 5,6% da movimentação de passageiros no Brasil. A concessão foi confirmada pela ANAC para ocorrer em novembro de 2020. Ainda não foi divulgado o que a futura concessionária deverá realizar, mas sim que esta deve trabalhar com gatilhos de demanda, bem como que o prazo para cumprimento de algumas obrigações será de 36 meses - exceto quando for uma solução com alta complexidade de engenharia ou que demandem processos complexos de licenciamento ambiental, quando o prazo será de 60 meses.
A estimativa inicial de investimentos no aeroporto é de R$193.541.038,83. 

### Terminal de Cargas
O Terminal de Logística de Carga (Teca) é operado, desde o novembro de 2018, pelo Consórcio Ponta Negra Soluções Logísticas e Transportes Ltda. A perspectiva inicial era de crescimento de 30% na receita já a partir do mês de dezembro daquele ano. O contrato de concessão de uso de área tem vigência de 300 meses. O investimento total do consórcio vencedor da licitação, que irá realizar a atividade de armazenagem e movimentação de cargas internacionais e nacionais, será de aproximadamente R$ 20 milhões. Para ampliar a movimentação do Teca, o Consórcio Ponta Negra será responsável pela implantação de um novo complexo logístico, com área de 103.103 m², em até 36 meses da assinatura do contrato. O novo local será composto por terminal de cargas, condomínio industrial, entreposto aduaneiro e aeroporto indústria.
Inaugurado em 11 de dezembro de 1974, o terminal de Joinville foi um dos primeiros da Rede Infraero e hoje conta com uma área de 2.627 m², movimentando, em média, 161 toneladas/ mês de cargas provenientes de países da Europa com destino à região norte do estado de Santa Catarina, que é polo industrial voltado para os setores metalomecânico, automotivo, eletrodomésticos da linha branca, fármacos e equipamentos médico-hospitalares.

## Localização e Acesso
O aeroporto de Joinville fica localizado à Avenida Santos Dumont, nº 9.000, no bairro Aventureiro, em Joinville. Localizado ao nordeste do município, o aeroporto se situa relativamente próximo à BR-101, principal ligação da região Sul e Sudeste do Brasil, e principal rodovia do estado de Santa Catarina.
O acesso ao aeroporto de Joinville é realizado pela Avenida Santos Dumont, com a avenida terminando no complexo aeroportuário. A avenida permite uma ligação totalmente duplicada ao centro da cidade. O aeroporto também é servido pelo transporte coletivo, com um ponto de ônibus em suas dependências e 24 paradas diárias, conectando o aeroporto aos terminais Iririú e Norte, oferecendo integração com todo o sistema do transporte coletivo. O acesso é feito por meio das linhas 0213 e 0240, ambos pela empresa Transtusa.

## Projetos Sociais
Desde 2004 o aeroporto mantém um projeto social chamado Trabalhadores do Amanhã, cujo objetivo é capacitar 60 pessoas por ano em informática; palestras sobre Noções Administrativas (preparação para o primeiro emprego) e atividades esportivas visando à melhoria no convívio social. Ações que pretendem fortalecer a visão de cidadão, aliando construção de conceitos, informação e conhecimentos acerca do mundo do trabalho e rotinas administrativas e de atendimentos, enfatizando valores éticos e profissionais.

## Características
- Classificação: Aeroporto Nacional/Doméstico
- Categoria tarifária: 2
- Latitude: 26º13'24 S
- Longitude: 48º48'3 W
- Piso: A
- Sinalização: S
- PCN: 51/F/A/W/T
- PAPI: 33
- VOR: 115.10 JNV
- NDB: 245 GAB
- TRW: 125.90
- ILS: CAT I (cabeceira 33)
- RNAV (cabeceiras 15 e 33)
- RNPAR (cabeceira 33)

## Complexo Aeroportuário
- Sítio aeroportuário: 1,331 milhão m²
- Pátio das aeronaves: 15010 m²
- Pista: 15/33 1.640 m x 45 m
- Capacidade (mov/hora): 11
- Terminal de passageiros: 4.000 m²
- Estacionamento de aeronaves - pátio de aviação regular: 4 posições
- Estacionamento de aeronaves - pátio de aviação geral: 5 posições
- Sala de embarque: 382 m²
- Sala de desembarque: 208 m²
- Esteiras de bagagem: 1
- Área Bruta Locável (ABL): 675 m², distribuídos em térreo e 1° pavimento, sendo 60% destinados a alimentação.
- Total de pontos comerciais: 33[34]

## Galeria

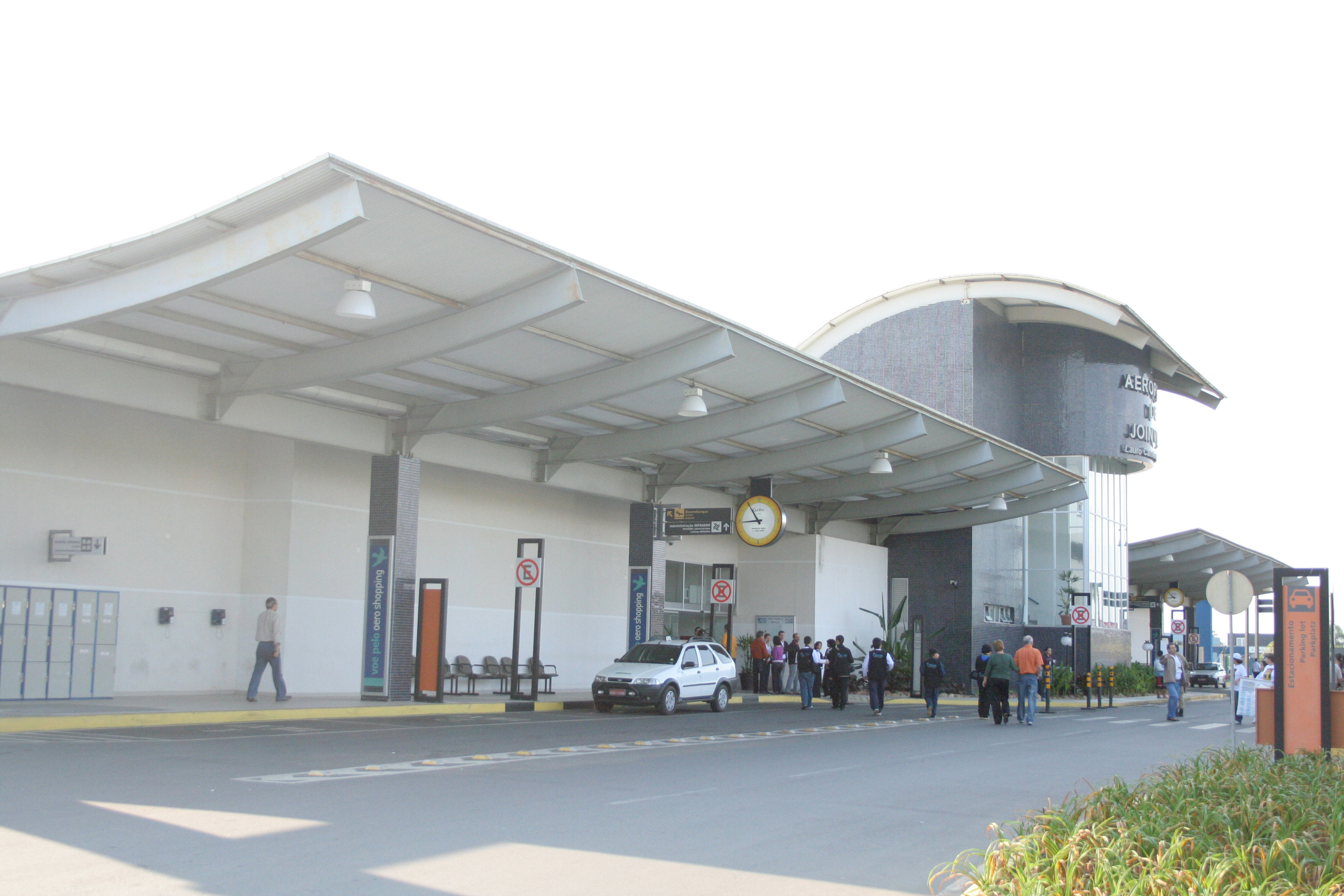
Visão exterior.
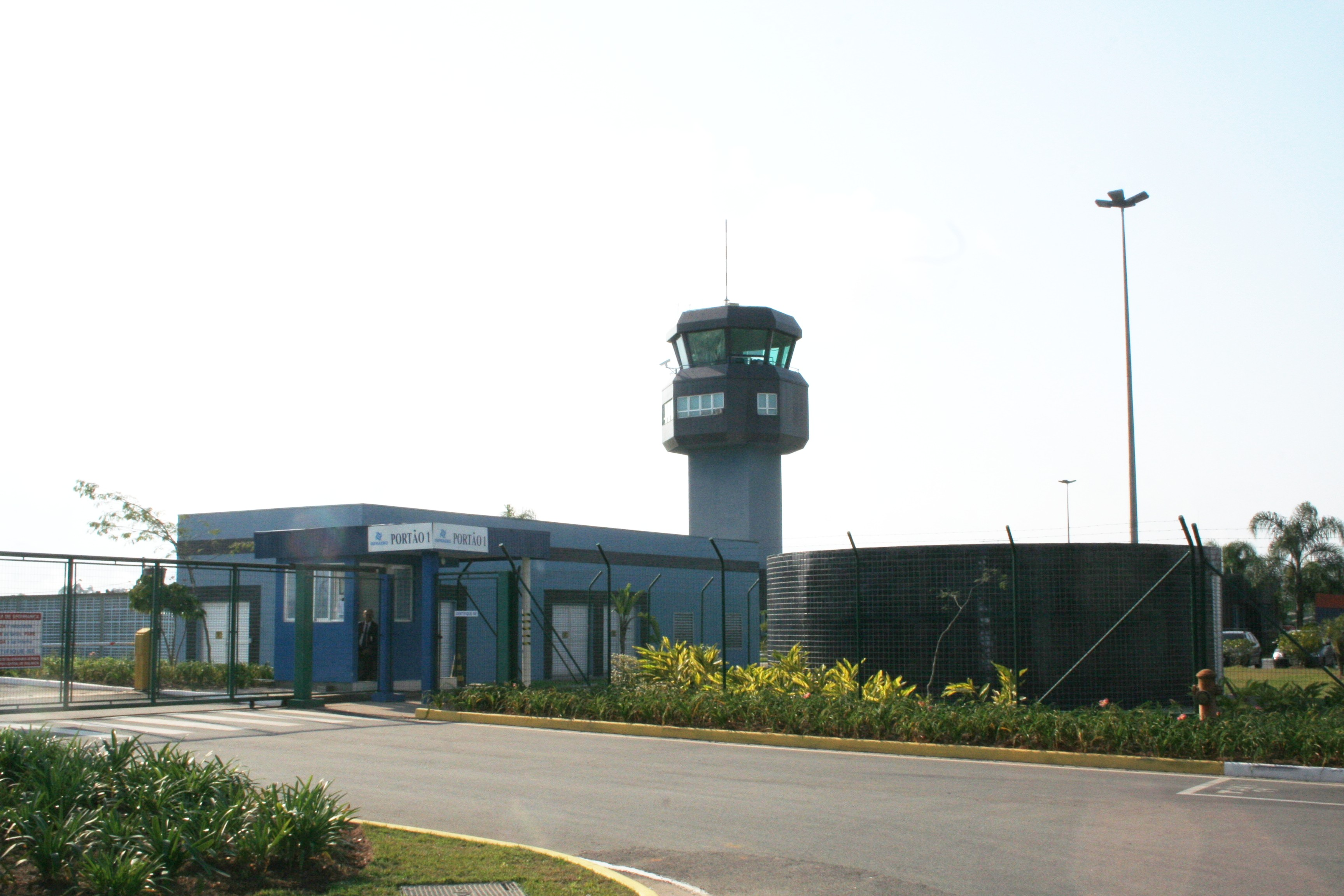
Torre de controle.
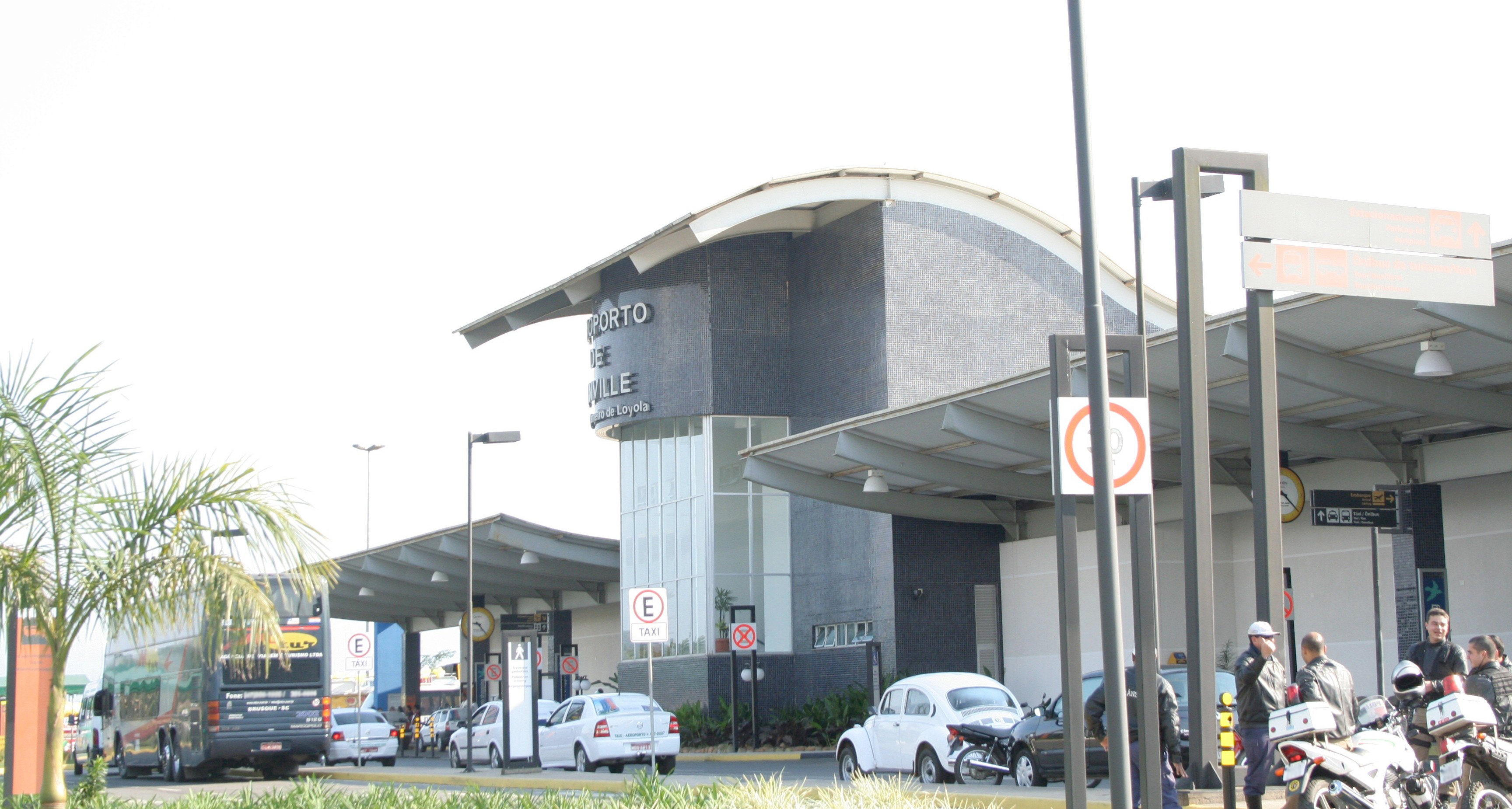
Visão no ângulo inverso.